# Канзё
Канзё — биосферный резерват во Вьетнаме. Резерват образован в 2000 году и включает в себя мангровые леса в юго-востоку от Хошимина.

## Физико-географическая характеристика
Резерват включает в себя территорию от юго-восточных пригородов города Хошимин до побережья. Он служит своеобразными «зелёными лёгкими» крупнейшего индустриального города страны.
В базе данных всемирной сети биосферных резерватов указаны следующие координаты центральной точки заповедника: 10°31′ с. ш. 106°53′ в. д.. Согласно концепции зонирования резерватов общая площадь территории, которая составляет 757,4 км², разделена на три основные зоны: ядро — 47,21 км², буферная зона — 411,39 км² (из них 38 км² акватории), зона сотрудничества — 298,8 км² (из них 5,7 км² акватории).
Резерват включает различные экосистемы, как то мангровые леса, занимающие в общей сложности 40 % территории резервата; ветланд, солёные и илистые болота, травянистую морскую часть (45 % территории); и поля под сельское хозяйство (15 % территории). Мангровый лес Канзё растёт на болотистых почвах, сформированных аллювиальными глинистыми отложениями рек Сайгон и Dong Nai, сернокислотными процессами и солоноватыми водами.
Высота над уровнем моря колеблется от −10 до +10 метров.

## Флора и фауна
Богатый растительный мир резервата включает 52 вида растений, в том числе такие виды мангровых как Rhizophora apiculate, Thespesia populnea и Acanthus ebracteatus. Кроме того в мангровых лесах представлены Sonneratia alba, Avicennia alba, Xylocarpus granatum, Kandelia candel, Rhizophora mucronata. В солоноватых водах встречаются Sonneratia caseolaris, Cryptocoryne ciliata, Acanthus ebrateatus, нипа (Nypa fruticans), Acrostichum aureum. Среди морских трав доминируют Halophyla, Halodule и Thalassia.
Животный мир представлен более чем 200 видами, среди них королевская кобра (Ophiophagus hannah), гребнистый крокодил (Crocodylus porosus) и кошка-рыболов (Felis viverrina). На территории резервата можно встретить такие редкие виды птиц, как охотский улит (Tringa guttifer) и серый пеликан (Pelecanus philippensis). Кроме того, здесь обитает макак-крабоед (Macaca fascicularis).

## Взаимодействие с человеком

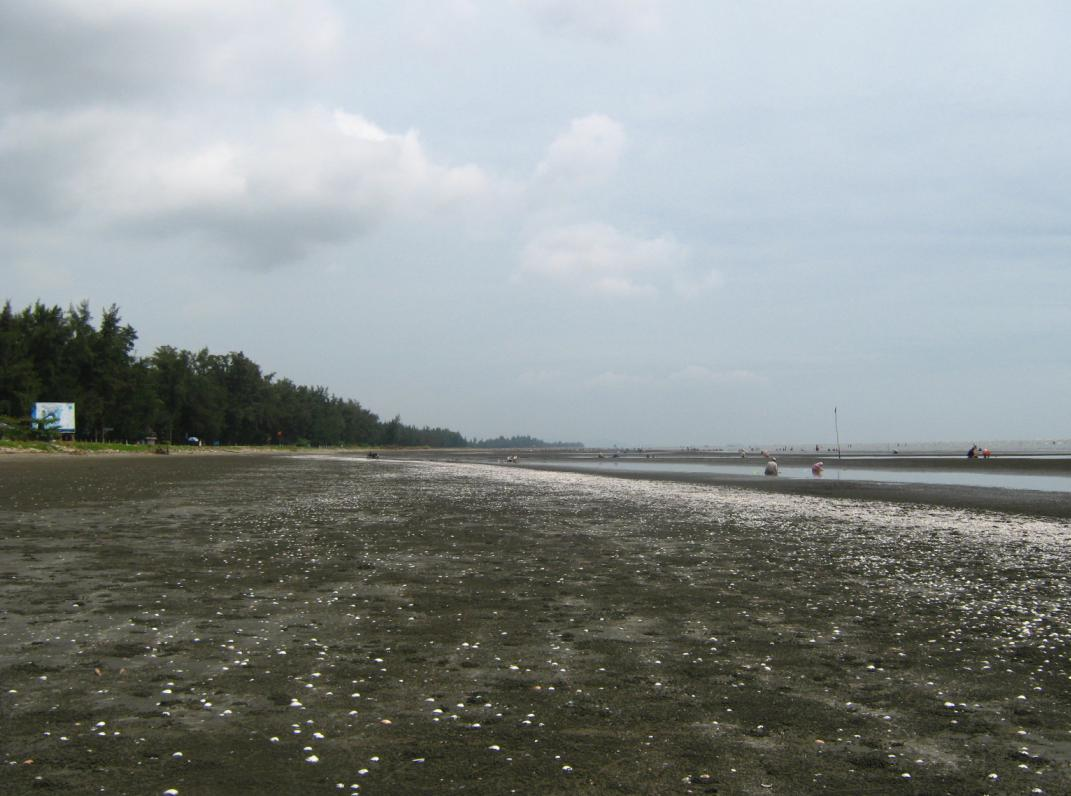
Побережье Канзё

В 1991 году мангровые леса Канзё приобрели охраняемый статус. В 2000 году территория стала первым биосферным резерватом во Вьетнаме. В 2002 году резерват стал частью программы BirdLife International.
На территории ядра и буферной зоны нет населённых пунктов. На некоторых каналах рыбаки занимаются традиционной ловлей креветок. В транзитной зоне живут около 70 тысяч человек, в основном вьетов, но также вьетнамских китайцев и кхмеров. По данным 1997 года в транзитной зоне проживало 54 тысячи человек, а всего на территории резервата — 58 тысяч.
В XIX—XX веках регион активно использовался революционными силами в борьбе против Франции и США. В настоящее время основная активность сконцентрирована на сельском и водном хозяйстве, рыболовстве, добыче соли и туризме.